# 武田健吾
武田 健吾（たけだ けんご、1994年4月18日 - ）は、福岡県筑後市出身の社会人野球選手、元プロ野球選手（外野手、内野手）。右投右打。

## 経歴

### プロ入り前
筑後市立羽犬塚中学校時代には、ジャパンリーグの三潴ファイターズに所属。投手としてストレートで最速135km/hを記録し、外野手も兼任していた。3年生の時にはAA世界野球選手権大会・日本代表に選ばれて藤浪晋太郎らとチームメイトになっている。
自由ケ丘高等学校に進むと入学直後から練習試合に出場し1年春の九州大会からベンチ入りを果たし、秋には4番・中堅手となった。2年の春は九州大会に出場し、夏は福岡北部予選を突破したが、ベスト16でその年準優勝の東筑高校に敗れた。個人的には11打数5安打の活躍だった。秋には主将に就任した。同年秋と3年春には2季連続で県大会を制した。3年春の福岡北部大会では、3試合連続本塁打を打ち、その後の九州大会では打率が5割を超える活躍で準決勝進出に貢献した。しかし、初の選手権大会出場を目指した3年夏の福岡北部大会では緊張からか、硬さが見られ5打数無安打と自慢の打撃が振るわず初戦の2回戦で敗退している。この試合を複数のスカウトが観戦するなど、NPBの球団から注目された。高校通算本塁打は23本。
2012年のプロ野球ドラフト会議で、オリックス・バファローズから4巡目で指名。契約金4000万円、年俸500万円（金額は推定）という条件で入団した。背番号は56。

### オリックス時代

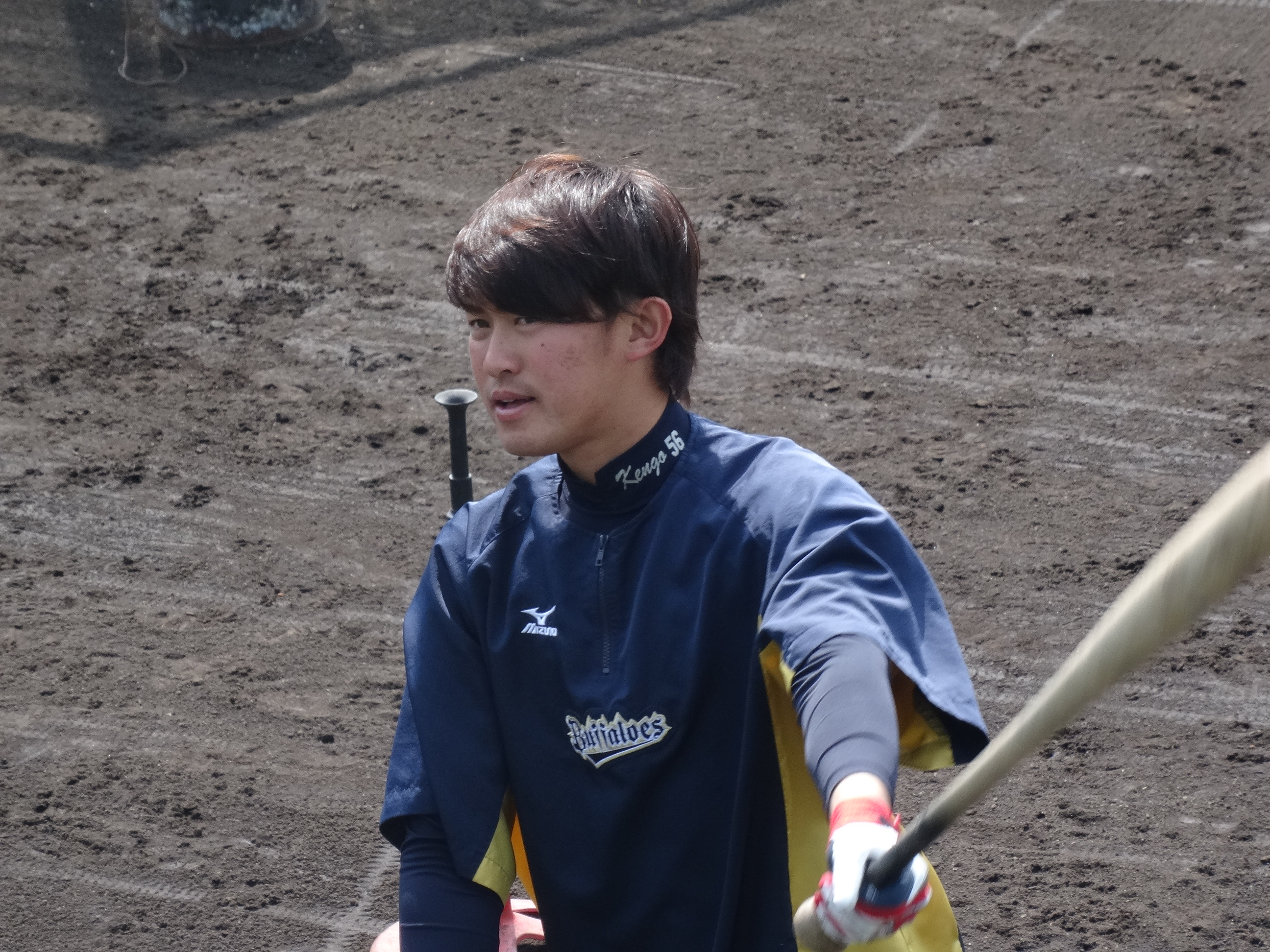
2016年3月20日 阪神鳴尾浜球場にて

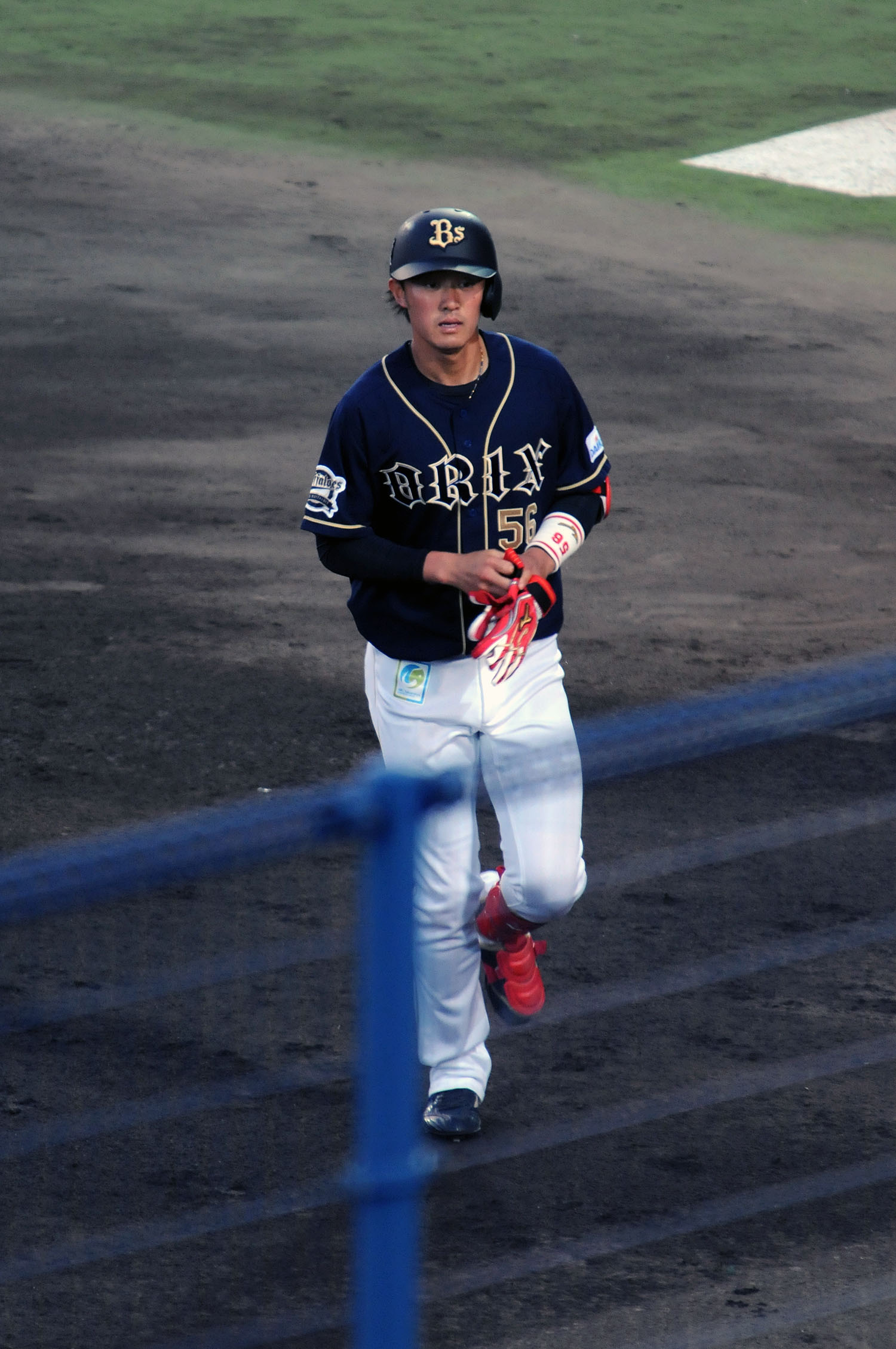
2016年5月17日 こまちスタジアムにて

2013年、ウエスタン・リーグ公式戦97試合に出場。レギュラー外野手として打率.252、4本塁打を記録したほか、安打数（82）・二塁打数（18）・打点（42）・補殺数（8）でチームトップの成績を残した。7月には、一軍の練習に参加し、フレッシュオールスターゲームにもウエスタン・リーグ選抜のメンバーとして出場。シーズン終盤に一軍昇格を果たし、公式戦2試合の出場で2安打を打った。
2014年、8月29日の対埼玉西武ライオンズ戦（西武ドーム）5回表の打席に、菊池雄星から打ったシーズン唯一の安打（二塁打）で一軍初打点を記録した。一軍公式戦5試合に出場し、打率は.125だった。85試合に出場したウエスタン・リーグ公式戦では6本塁打を打ち、リーグ8位の打率.285を記録した。
2015年、6月29日に明治神宮野球場で開催された「侍ジャパン大学日本代表 対 NPB選抜」では、NPB選抜の「5番・右翼手」としてスタメンに起用されると、3打数1安打という成績を残した。一軍公式戦9試合に出場したが、2年連続の1安打で、打率も.071にとどまった。ウエスタン・リーグ公式戦では3年連続で規定打席に到達し、リーグ10位の打率.244、4本塁打、28打点を記録した。
2016年、一軍公式戦10試合に出場。打率.100（20打数2安打）ながら、安打はいずれも二塁打であった。ウエスタン・リーグ公式戦では、4年連続で規定打席に到達。リーグ13位の打率.256、6本塁打、36打点を記録した。シーズン終了後には、メキシコで開催の第1回WBSC U-23ワールドカップに、日本代表のメンバーとして出場。チームの優勝に貢献し、大会通算打率.455（33打数15安打）という成績で、チームメイトの吉田正尚と並んで外野手部門のベストナインに選ばれている。
2017年、前述したU-23ワールドカップでの活躍や、糸井嘉男の国内FA権行使による阪神タイガースへの移籍を背景に、春季キャンプからオープン戦期間中まで一軍に帯同した。公式戦の開幕を二軍で迎えたが、開幕直後の4月12日にシーズン初の出場選手登録。自身の誕生日であった4月18日の対北海道日本ハムファイターズ戦（静岡県草薙球場）に途中から出場すると、9回表の打席で打った二塁打によって一軍公式戦でのシーズン初打点を記録した。2日後の4月20日に東京ドームで催された同カードでは、「8番・左翼手」としてシーズン初のスタメン出場を果たし、3回表の第2打席で一軍公式戦での初本塁打を打った。5月上旬からスタメンに定着すると、同月下旬からのセ・パ交流戦では規定打席に到達。終盤まで丸佳浩などを相手に交流戦の首位打者争いを展開し、チームの規定打席到達者ではトップ（全12球団では3位）の打率.375で交流戦を終えた。リーグ戦の再開後も、7月上旬までスタメンに定着。ステフェン・ロメロや吉田正尚などが復帰した同月上旬以降も、守備・代打要員として一軍に帯同した。一軍公式戦には自己最多の97試合に出場。得点圏打率こそ.224と低かったものの、2本塁打、14打点、打率.295というキャリアハイの成績を残し、シーズンの終了後には推定年俸1700万円（前年から1000万円増）という条件で契約を更改した。
2018年、一軍公式戦69試合に出場。打撃面では打率.221、1本塁打、12打点と前年を下回ったものの、守備面での貢献度は高く、シーズン終了後には推定年俸1700万円（現状維持）という条件で契約を更改した。
2019年、レギュラーシーズン開幕前の3月14日に結婚した。一軍公式戦へのシーズン初出場は6月13日の対中日ドラゴンズ戦（京セラドーム）での代打起用まで持ち越された。通算では6試合の出場で、1安打を打っただけで、打率.125にとどまった。

### 中日時代
2019年6月30日に松井雅人・松井佑介との交換トレードで松葉貴大と共に中日ドラゴンズへ移籍。松井佑介の背番号を引き継ぐ格好で、オリックス時代に続いて背番号は56となった。移籍後の一軍公式戦には、オリックス時代を上回る29試合へ出場したものの、打率は.143、打点は1にとどまった。シーズン終了後の11月29日には、推定年俸1650万円（オリックス時代の前年から50万円減）という条件で契約を更改し、結婚を初めて公表した。
2020年、代打や代走、外野の守備固めとして途中出場する機会が多く、前年を大きく上回る84試合に出場した。公式戦では、初となる一塁守備にも就いた。しかし打撃面ではこの年も打率が2割を切ってしまい、推定年俸50万円減で契約を更改した。
2021年、開幕一軍入りし4月25日の対東京ヤクルトスワローズ戦（明治神宮野球場）で2番・中堅手としてシーズン初の先発出場。小川泰弘から移籍後、初本塁打を打った。この年も守備固めを中心に出場し、前年よりも多い93試合に起用。一軍にフル登録されていたが10月7日、球団から戦力外通告を受けた。当該シーズン中一軍フル登録の日本人選手が戦力外通告を受けるのは異例だが、中日の加藤宏幸球団代表は「若い選手にチャンスを与えていきたいということで、こういう結論になりました」と説明した。通達される前日にも一軍戦で代打として出場しており、「何も考えられないです。頭が真っ白」とコメントし、今後についても未定だという。同日、2020年東京オリンピック開催に伴う公式戦中断期間を除き、初めて一軍登録を抹消された。

### 中日退団後
現役続行を目指して2021年12月8日、メットライフドームで行われた12球団合同トライアウトに参加し6打席で2安打を記録したが、NPB球団との契約には至らなかった。
2022年1月9日、社会人野球の三菱重工East硬式野球部への加入が発表された。
三菱重工Eastでは主に1番打者として起用され、2022年4月のJABA四国大会では打率.444を記録して首位打者賞を獲得した。そして同年7月に行われた都市対抗野球ではENEOS野球部に補強選手として選ばれた。ENEOSでは中軸を担う中堅手として活躍し、同大会の優勝に貢献した。2023年7月開催の都市対抗野球では三菱重工Eastとしての出場となり、1・2回戦で本塁打を打つなど3試合で打率6割越えの活躍を見せ、ベスト8入りに貢献、同大会の優秀選手に選出された。2024年7月開催の都市対抗野球では準決勝で駄目押し本塁打を打つなど、この年も優秀選手に選出される活躍で、三菱重工Eastの初優勝に貢献した。

## 選手としての特徴
50メートル走6秒1の俊足、遠投120メートルの強肩に加え長打力もあり、走攻守のバランスが良く新庄2世とも評される。守備範囲の広さを自負しており、打音や打球の角度、風などから判断して落下地点へ移動するプロセスが素早い。

## 人物
愛称は「たけ」。
憧れの選手は新庄剛志。また、自身のおじが新庄の高校時代の友人にあたる。

## 詳細情報

### 年度別打撃成績
| 年 度     | 球 団      | 試 合 | 打 席 | 打 数 | 得 点 | 安 打 | 二 塁 打 | 三 塁 打 | 本 塁 打 | 塁 打 | 打 点 | 盗 塁 | 盗 塁 死 | 犠 打 | 犠 飛 | 四 球 | 敬 遠 | 死 球 | 三 振 | 併 殺 打 | 打 率 | 出 塁 率 | 長 打 率 | O P S |
| --------- | ---------- | ----- | ----- | ----- | ----- | ----- | -------- | -------- | -------- | ----- | ----- | ----- | -------- | ----- | ----- | ----- | ----- | ----- | ----- | -------- | ----- | -------- | -------- | ----- |
| 2013      | オリックス | 2     | 8     | 8     | 1     | 2     | 1        | 0        | 0        | 3     | 0     | 0     | 0        | 0     | 0     | 0     | 0     | 0     | 0     | 0        | .250  | .250     | .375     | .625  |
| 2014      | オリックス | 5     | 10    | 8     | 1     | 1     | 1        | 0        | 0        | 2     | 1     | 0     | 0        | 1     | 0     | 1     | 0     | 0     | 3     | 0        | .125  | .222     | .250     | .472  |
| 2015      | オリックス | 9     | 16    | 14    | 0     | 1     | 0        | 0        | 0        | 1     | 0     | 0     | 0        | 1     | 0     | 1     | 0     | 0     | 4     | 0        | .071  | .133     | .071     | .205  |
| 2016      | オリックス | 10    | 20    | 20    | 1     | 2     | 2        | 0        | 0        | 4     | 1     | 0     | 0        | 0     | 0     | 0     | 0     | 0     | 3     | 0        | .100  | .100     | .200     | .300  |
| 2017      | オリックス | 97    | 219   | 207   | 19    | 61    | 8        | 0        | 2        | 75    | 14    | 0     | 0        | 4     | 0     | 5     | 0     | 3     | 47    | 3        | .295  | .321     | .362     | .683  |
| 2018      | オリックス | 69    | 107   | 95    | 12    | 21    | 4        | 1        | 1        | 30    | 12    | 0     | 0        | 5     | 3     | 2     | 0     | 2     | 20    | 2        | .221  | .245     | .316     | .561  |
| 2019      | オリックス | 6     | 9     | 8     | 0     | 1     | 0        | 0        | 0        | 1     | 0     | 1     | 0        | 0     | 0     | 0     | 0     | 1     | 1     | 0        | .125  | .222     | .125     | .347  |
| 2019      | 中日       | 29    | 36    | 35    | 2     | 5     | 0        | 0        | 0        | 5     | 1     | 0     | 0        | 1     | 0     | 0     | 0     | 0     | 12    | 2        | .143  | .143     | .143     | .286  |
| '19計     | 中日       | 35    | 45    | 43    | 2     | 6     | 0        | 0        | 0        | 6     | 1     | 1     | 0        | 1     | 0     | 0     | 0     | 1     | 13    | 2        | .140  | .159     | .140     | .299  |
| 2020      | 中日       | 84    | 64    | 55    | 9     | 10    | 2        | 0        | 0        | 12    | 2     | 1     | 0        | 3     | 1     | 5     | 0     | 0     | 13    | 2        | .182  | .246     | .218     | .464  |
| 2021      | 中日       | 93    | 41    | 38    | 8     | 5     | 2        | 0        | 1        | 10    | 1     | 0     | 0        | 2     | 0     | 1     | 0     | 0     | 17    | 1        | .132  | .154     | .263     | .417  |
| 通算：9年 | 通算：9年  | 404   | 530   | 488   | 53    | 109   | 20       | 1        | 4        | 143   | 32    | 2     | 0        | 17    | 4     | 15    | 0     | 6     | 120   | 10       | .223  | .253     | .293     | .546  |

### 年度別守備成績
| 年 度 | 球 団      | 外野  | 外野  | 外野  | 外野  | 外野  | 外野     | 一塁  | 一塁  | 一塁  | 一塁  | 一塁  | 一塁     |
| 年 度 | 球 団      | 試 合 | 刺 殺 | 補 殺 | 失 策 | 併 殺 | 守 備 率 | 試 合 | 刺 殺 | 補 殺 | 失 策 | 併 殺 | 守 備 率 |
| ----- | ---------- | ----- | ----- | ----- | ----- | ----- | -------- | ----- | ----- | ----- | ----- | ----- | -------- |
| 2013  | オリックス | 2     | 2     | 0     | 0     | 0     | 1.000    | -     | -     | -     | -     | -     | -        |
| 2014  | オリックス | 3     | 7     | 0     | 0     | 0     | 1.000    | -     | -     | -     | -     | -     | -        |
| 2015  | オリックス | 8     | 6     | 0     | 0     | 0     | 1.000    | -     | -     | -     | -     | -     | -        |
| 2016  | オリックス | 10    | 13    | 1     | 0     | 0     | 1.000    | -     | -     | -     | -     | -     | -        |
| 2017  | オリックス | 90    | 123   | 2     | 1     | 1     | .992     | -     | -     | -     | -     | -     | -        |
| 2018  | オリックス | 63    | 68    | 4     | 1     | 2     | .986     | -     | -     | -     | -     | -     | -        |
| 2019  | オリックス | 5     | 4     | 0     | 0     | 0     | 1.000    | -     | -     | -     | -     | -     | -        |
| 2019  | 中日       | 19    | 16    | 0     | 0     | 0     | 1.000    | -     | -     | -     | -     | -     | -        |
| '19計 | 中日       | 24    | 20    | 0     | 0     | 0     | 1.000    | -     | -     | -     | -     | -     | -        |
| 2020  | 中日       | 74    | 41    | 2     | 1     | 0     | .977     | 10    | 9     | 0     | 0     | 1     | 1.000    |
| 2021  | 中日       | 86    | 43    | 0     | 1     | 0     | .977     | 2     | 2     | 0     | 0     | 0     | 1.000    |
| 通算  | 通算       | 360   | 323   | 9     | 4     | 3     | .988     | 12    | 11    | 0     | 0     | 1     | 1.000    |

### 表彰
国際大会
- WBSC U-23ワールドカップ ベストナイン：1回（2016年）

### 記録
初記録
- 初出場・初先発出場：2013年10月12日、対東北楽天ゴールデンイーグルス23回戦（日本製紙クリネックススタジアム宮城）、9番・右翼手で先発出場
- 初打席：同上、3回表に則本昂大から三塁ゴロ
- 初安打：2013年10月13日、対東北楽天ゴールデンイーグルス24回戦（日本製紙クリネックススタジアム宮城）、5回表にジム・ハウザーから中前二塁打
- 初打点：2014年8月29日、対埼玉西武ライオンズ18回戦（西武ドーム）、5回表に菊池雄星から左翼適時二塁打
- 初本塁打：2017年4月20日、対北海道日本ハムファイターズ5回戦（東京ドーム）、3回表に加藤貴之から右越ソロ
- 初盗塁：2019年6月13日、対中日ドラゴンズ3回戦（京セラドーム大阪）、7回裏に2盗（投手：岡田俊哉、捕手：武山真吾）

### 背番号
- 56（2013年 - 2021年）
  - 9（2016 WBSC U-23ワールドカップ日本代表）

### 登場曲
- 『ようかい体操第一』Dream5（2014年）
- 『I Need Your Loue』カルヴィン・ハリス（2015年）
- 『遥か彼方』ASIAN KUNG-FU GENERATION（2016年）
- 『Sincerely』TRUE（2021年）

### 代表歴
日本代表
- 2014 IBAF 21Uワールドカップ 日本代表
- 2016 WBSC U-23ワールドカップ 日本代表

その他
- 2015年度 侍ジャパン大学日本代表 対 NPB選抜 NPB代表